# Jillian Schwartz
Jillian Schwartz (ur. 19 września 1979 w Lake Forest) – amerykańska lekkoatletka specjalizująca się w skoku o tyczce. Od 2010 reprezentuje Izrael.

## Osiągnięcia
- 4. miejsce podczas halowych mistrzostw świata (Budapeszt 2004)
- 11. lokata na mistrzostwach świata (Helsinki 2005)
- reprezentantka Izraela w drużynowych mistrzostwach Europy
- medalistka mistrzostw USA, złota medalistka mistrzostw Izraela i Olimpiady Machabejskiej

W 2004 Schwartz reprezentowała USA podczas igrzysk olimpijskich w Atenach. 11. miejsce w grupie eliminacyjnej nie dało jej awansu do finału. W 2012 reprezentowała Izrael na igrzyskach w Londynie – zajęła 18. lokatę w eliminacjach i nie awansowała do finału.

## Rekordy życiowe
- skok o tyczce – 4,72 (2008)

W 2010 Schwartz ustanowiła rekordy Izraela na stadionie (4,60) oraz w hali (4,60).